# Montanhas de Arenito do Elba

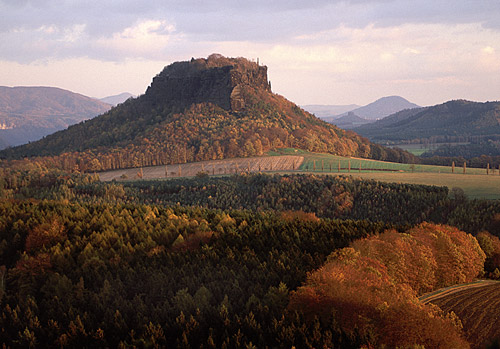
Montanha Lilienstein na Suíça Saxã, no outono.

As montanhas de arenito do Elba são uma cordilheira que se estende entre o estado da Saxônia (no sudoeste da Alemanha) e a República Tcheca, ao longo do vale do rio Elba. A parte alemã é conhecida como Suíça Saxã e a parte checa como Suíça Boêmia (Sächsische Schweiz e Böhmische Schweiz em alemão e Saské Švýcarsko e České Švýcarsko em tcheco. As impressionantes formações de arenito atraem turistas e desportistas, especialmente durante o verão e aos finais de semana. A prática esportiva de escalada, que deu origem à escalada urbana, iniciou-se nesta região e ainda atrai muitos aficionados.

## Geologia
As formações vistas atualmente resultam da ação erosiva do rio durante o cretáceo.

## Formações de interesse
- Montanha Nevada (em tcheco/checo:  Děčínský Sněžník, em alemão:  Hoher Schneeberg), ponto mais alto com 723 metros acima do nível do mar.
- Große Zschirnstein, ponto mais alto da Suíça Saxã, com 562 m acima do nível do mar.
- Presbischtor, República Tcheca.
- Lilienstein, Alemanha.
- Königstein (Elba), Alemanha.
- Bastei, Alemanha.